# Whisky

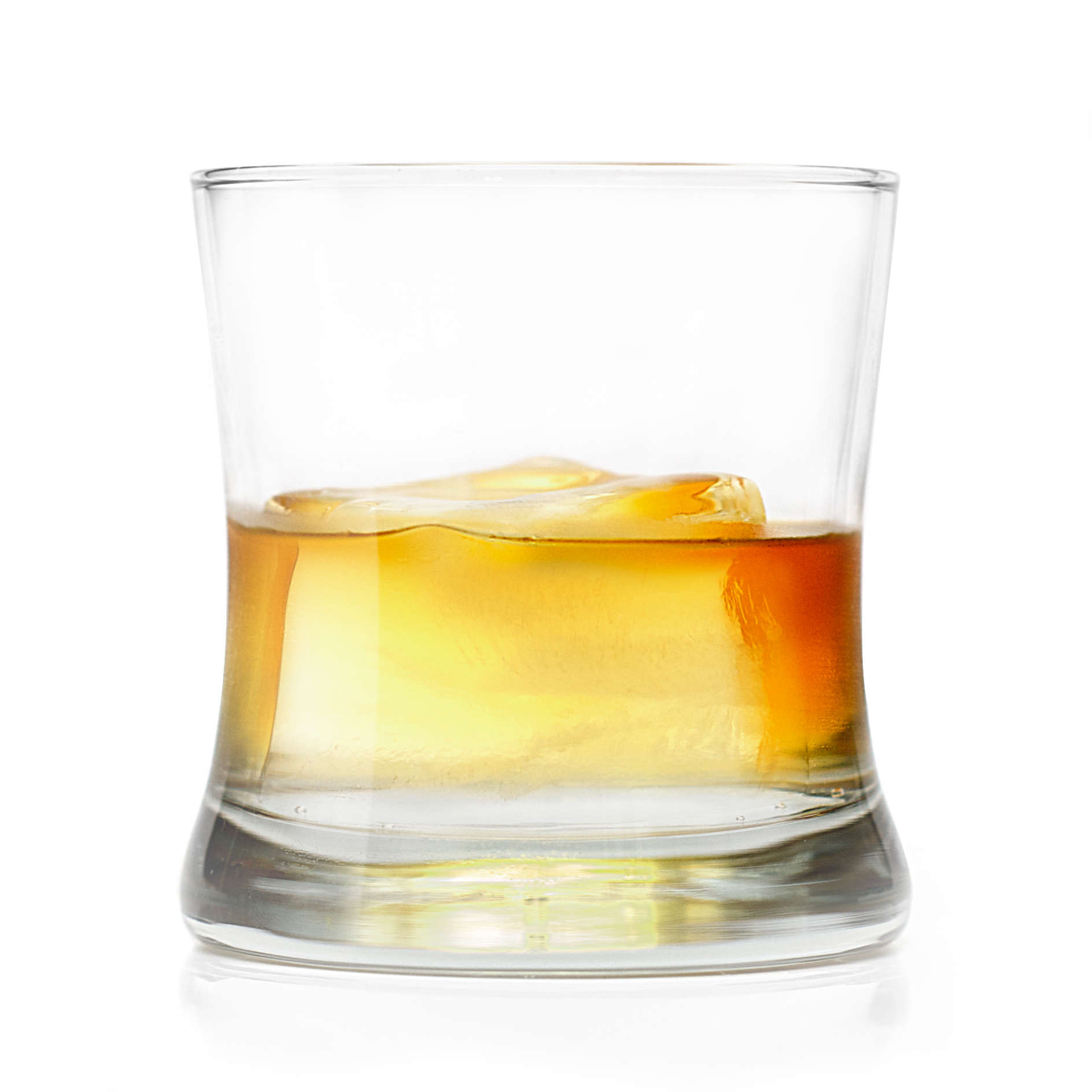
Un bicchiere di whisky con ghiaccio

Il whisky (britannico) o whiskey (americano e irlandese) è un distillato ottenuto dalla fermentazione e successiva distillazione di vari cereali, maturato in botti di legno (generalmente di rovere). Alcuni cereali, spesso l'orzo, vengono fatti germinare e trasformati in malto.

## Origine del termine
La grafia whisky è generalmente usata per indicare quelli distillati in Scozia e in Canada, mentre con la grafia whiskey si indicano generalmente quelli distillati in Irlanda e negli Stati Uniti (Bourbon whiskey, Tennessee whiskey, Rye whiskey e Corn whiskey)
Il whisky canadese è anche chiamato Canadian whisky, mentre quello fatto in Alaska e ai confini con il Canada, dove l'ingrediente principale (almeno al 51%) è la segale, viene chiamato Rye whiskey (cioè appunto segale).
Il più famoso però è sicuramente quello prodotto in Scozia dove si producono tre categorie di acquaviti profondamente diverse: il Single malt, whisky di malto ricavato dalla distillazione di solo malto d'orzo (operata solitamente con alambicco discontinuo), il Blended whisky, ottenuto dalla miscelazione di whisky di cereali (distillato con alambicco continuo) con whisky di malto d'orzo; e il Single grain, ottenuto dalla distillazione di cereali diversi dall'orzo, come il frumento ed il mais e prodotto da una sola distilleria, operata con impianti a colonna, quindi con una distillazione continua.
Accordi internazionali riservano l'utilizzo del termine Scotch whisky solo a quelli prodotti in Scozia, obbligando i produttori di altre regioni che utilizzano lo stesso stile di produzione a utilizzare nomi differenti. Analoghe convenzioni sono utilizzate nei confronti del Whiskey irlandese e Canadian whisky. Bourbon è un termine con il quale si identifica il whiskey prodotto negli Stati Uniti per fermentazione e distillazione di granoturco, segale e malto d'orzo e che deve il nome alla contea omonima del Kentucky, dove storicamente ne fu iniziata la produzione.
La parola whisky o whiskey è un'anglicizzazione del termine gaelico irlandese uisce o gaelico scozzese uisge che significa acqua. La denominazione latina dell'alcol distillato aqua vitae venne a sua volta tradotta in "uisce beatha" o "uisge beatha", ovvero "acqua viva" o "acqua della vita", da cui "acquavite". Le prime forme della parola in inglese si riscontrano come uskebeaghe (1581), usquebaugh (1610), usquebath (1621) e usquebae (1715).

## Storia del whisky
Non esistono testimonianze storiche certe sulla data della prima distillazione del whisky, sia essa avvenuta in Scozia o Irlanda. Esiste invece rivalità tra queste due regioni nel rivendicare la paternità del distillato.  La prima testimonianza del whisky risale agli Annali di Clonmacnoise (Irlanda), dove nel 1405 si racconta di un chieftain della zona morto per intossicazione dovuta alla bevanda.
Nel 1707 il whisky assunse il ruolo e il simbolo della libertà americana nei confronti degli inglesi, in seguito all'inizio del suo contrabbando che durò 150 anni durante i quali il whisky veniva prodotto nelle foreste. Oggi il whisky è il distillato più prodotto e consumato al mondo e il suo mercato è in continua evoluzione (circa un milione di bottiglie l'anno). Durante il fascismo il nome della bevanda fu italianizzato in "spirito d'avena". L’Italia, tuttavia, non è del tutto estranea alla storia del whisky. La storia di J&B Blended Scotch Whisky risale al 1749, quando un giovane italiano di nome Giacomo Justerini si innamorò perdutamente della cantante d’opera Margherita Bellini e la seguì a Londra. L’amore svanì, ma lui mise a frutto le ricette tramandategli da uno zio distillatore e, assieme a George Johnson, gettò le basi per la nascita della celebre etichetta. A distanza di 260 anni la storia si è ripetuta in Italia con la famiglia altoatesina Ebensberger che nel 2015 ha presentato il primo single malt tutto italiano.

## Produzione

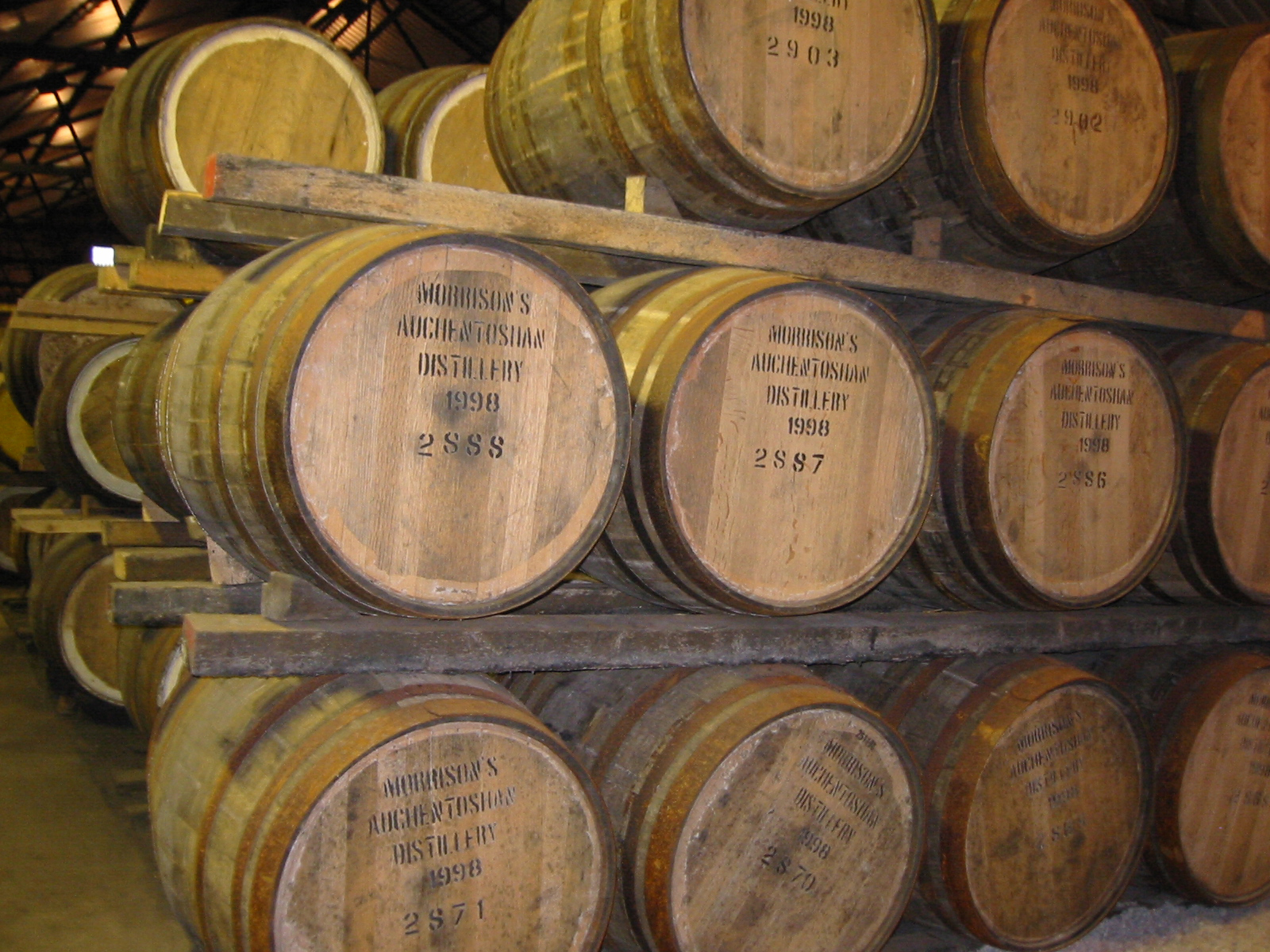
Maturazione del whisky

### Preparazione delle materie prime
Le materie principali sono l'acqua (sorgiva), i cereali (i più utilizzati sono segale, grano, mais e orzo che può essere sia maltato oppure no); la torba impiegata per essiccare il malto, e il lievito. 
Il termine Cask strength viene usato nella denominazione del whisky per indicare che la gradazione alcolica del distillato è quella presente nel barile di invecchiamento, prima della diluizione precedente all'imbottigliamento; può anche riferirsi al whisky imbottigliato senza ultima diluizione, ovvero con gradazione alcolica sempre superiore ai 40 gradi in volume.

### Processi di preparazione
La preparazione prevede i seguenti processi:
- macerazione
- fermentazione
- distillazione
- maturazione
- miscelazione
- imbottigliamento

Il whisky viene fatto maturare per alcuni anni (da un minimo di due a un massimo che può superare anche i 20 anni) in botti che di solito sono di rovere. Il tempo minimo di maturazione è determinato per legge dai vari stati in cui viene prodotto.

### Tipi di botte
Le botti sono in legno di rovere, solitamente da 80 a 100 anni di età. Ne esistono di due tipi: in rovere europeo o in rovere americano. Il risultato finale dipende anche e soprattutto dal tipo di legno utilizzato e da ciò che era stato contenuto nella botte. Quasi tutte le botti utilizzate per la produzione di whisky sono state precedentemente impiegate anche per la produzione di bourbon o sherry e trasportano quindi gli aromi di questi liquori; in genere quasi tutti i single malts vengono posti a maturazione in botti di rovere americano.

## Mercato
A differenza di quella che è la sensazione in Italia, il mercato mondiale del whisky è suddiviso in Blended 92% e Single 8% circa. Gli Italiani sono appassionati di Single Malt, e per questo motivo il mercato italiano non è molto importante se non per i Single Malt.
Il whisky raccoglie appassionati in molte parti del globo. In Giappone ci sono alcune distillerie che producono whisky secondo il disciplinare scozzese ed esiste anche una distilleria a Bangalore che produce il marchio Amrut la cui caratteristica, data dal clima tropicale, è di avere un angels' share molto elevato (circa il 12%) e quindi di assumere caratteristiche di invecchiamento molto precoci (già al quarto anno in botte).
Molti marchi e distillerie sono attualmente in mano a grandi gruppi nel settore delle bevande. Due dei maggiori gruppi sono la Pernod Ricard, che detiene più di 30 marchi (tra i quali Jameson, Chivas, Paddy, The Glenlivet, Scapa, Aberlour, Four Roses), e il gruppo Diageo (J&B, Johnnie Walker, Cragganmore, Glenkinchie, Dalwhinnie, Cardhu). Ci sono segnali di deconcentrazione con l'apertura o riapertura di nuove distillerie indipendenti e la ridistribuzione di marchi ad altri gruppi, quali Glen Grant e Wild Turkey entrambe appartenenti al gruppo Pernod Ricard e acquisiti dal gruppo Campari, il primo nel 2005 e, il secondo nel 2009. Tra le distillerie indipendenti, l'altoatesina Puni a fine 2015, dopo cinque anni di ricerca, ha iniziato a commercializzare il primo single malt interamente italiano.